# باشگاه فوتبال سلو تاون
باشگاه فوتبال سلو تاون (به انگلیسی: Slough Town Football Club) یک باشگاه فوتبال در شهر اسلاو، انگلستان، کشور انگلستان است که در سال ۱۸۹۳ میلادی تأسیس شده‌است.